# Carlyle Blackwell
Carlyle Blackwell (20 de enero de 1884 - 17 de junio de 1955) fue un actor y, aunque en menor medida, director y productor cinematográfico de nacionalidad estadounidense.

## Biografía
Nacido en Troy (Pensilvania), debutó en el cine en 1910 con la producción de Vitagraph Studios Uncle Tom's Cabin, dirigida por James Stuart Blackton. A partir de entonces, y hasta 1930, cuando finalizó su carrera en la gran pantalla con la llegada del cine sonoro, actuó en un total de más de 180 filmes. En 1921 fue a Inglaterra, donde interpretó a Bulldog Drummond en una película del mismo nombre rodada en 1922. Permaneció en el Reino Unido hasta 1931, trabajando tanto en el cine como en el teatro, y rodando allí su única cinta sonora, "Bedrock" (1930).
Además, de actor, Blackwell dirigió varias películas, siendo la primera de ellas "Chasing the Smuggler", rodada en 1914. Aparte de director, en sus últimos años en el cine también cumplió con funciones de productor y guionista. Tras su período cinematográfico, Blackwell se dedicó a la actuación en obras teatrales.
Blackwell tuvo varios matrimonios, el primero de ellos con la actriz Ruth Hartman, con la que tuvo una hija y un hijo, y de la que se divorció en 1923 por abandono. En 1926 se casó con Leah Barnato, conocida como la "Queen of Diamonds", y que era la hija de un millonario del negocio de los diamantes de Sudáfrica, y de la que se divorció en 1932. Posteriormente conoció a una chica Ziegfield, Avonne Taylor, en un trasatlántico, casándose con ella en 1933. 
Carlyle Blackwell falleció en Miami, Florida, en 1955, a los 71 años de edad. Fue enterrado en el Cementerio Oakwood de Siracusa (Nueva York). Su hijo, Carlyle Blackwell, Jr. fue también actor.
Por su contribución a la industria cinematográfica, a Blackwell se le concedió una estrella en el Paseo de la Fama de Hollywood, en el 6340 de Hollywood Boulevard.

## Filmografía

### Actor
| - 1910: Uncle Tom's Cabin, de James Stuart Blackton - 1910: Brother Man - 1910: On Her Doorsteps - 1910: A Dixie Mother - 1911: Doctor Cupid - 1911: Bertha's Mission - 1911: The Mission Carrier - 1911: Big Hearted Jim - 1911: Slim Jim's Last Chance - 1911: Slabsides - 1911: Tangled Lives - 1911: The Love of Summer Morn - 1911: A Cattle Herder's Romance - 1911: Reckless Reddy Reforms - 1911: The Badge of Courage - 1911: The Indian Maid's Sacrifice - 1911: Over the Garden Wall - 1911: Peggy, the Moonshiner's Daughter - 1911: The Wasp - 1911: On the Warpath - 1911: The Alpine Lease - 1911: The Blackfoot Halfbreed - 1911: The Mistress of Hacienda del Cerro - 1911: The Peril of the Plains - 1911: For Her Brother's Sake - 1911: The Temptation of Rodney Vane - 1911: How Betty Captured the Outlaw - 1911: Norma from Norway - 1911: The Higher Toll - 1912: The Russian Peasant - 1912: An Interrupted Wedding - 1912: A Princess of the Hills - 1912: An American Invasion - 1912: The Alcalde's Conspiracy - 1912: The Bell of Penance - 1912: Jean of the Jail - 1912: The Spanish Revolt of 1836 - 1912: The Secret of the Miser's Cave - 1912: The Adventures of American Joe - 1912: The Mexican Revolutionist - 1912: The Stolen Invention - 1912: The Outlaw - 1912: The Gun Smugglers - 1912: The Bag of Gold - 1912: The Colonel's Escape - 1912: The Organ Grinder - 1912: Saved by Telephone - 1912: The Suffragette Sheriff - 1912: Fantasca, the Gipsy - 1912: The Family Tyrant - 1912: Freed from Suspicion - 1912: The Wandering Musician - 1912: The Kentucky Girl - 1912: The Daughter of the Sheriff - 1912: The Frenzy of Firewater - 1912: The Parasite - 1912: The Apache Renegade - 1912: The Village Vixen - 1912: When Youth Meets Youth - 1912: The Redskin Raiders - 1912: The Plot That Failed - 1912: The Peril of the Cliffs - 1912: The Power of a Hymn - 1912: The Skinflint - 1912: Mountain Dew - 1912: Days of '49 - 1912: The Flower Girl's Romance - 1912: Red Wing and the Paleface - 1912: The Water Rights War - 1912: The Mayor's Crusade - 1912: The Indian Uprising at Santa Fe - 1912: The Two Runaways - 1913: The Usurer - 1913: A Dangerous Wager - 1913: Red Sweeney's Mistake - 1913: The Boomerang - 1913: The Pride of Angry Bear - 1913: The Last Blockhouse - 1913: The Buckskin Coat - 1913: A Life in the Balance - 1913: The Redemption - 1913: The Mountain Witch - 1913: The Missing Bonds - 1913: The Honor System - 1913: The Attack at Rocky Pass - 1913: The Sacrifice - 1913: The California Oil Crooks - 1913: The Wayward Son - 1913: The Cheyenne Massacre | - 1913: The Poet and the Soldier - 1913: The Battle for Freedom - 1913: The Tragedy of Big Eagle Mine - 1913: The Struggle - 1913: The Fight at Grizzly Gulch - 1913: The Girl and the Gangster - 1913: Intemperance - 1913: The Skeleton in the Closet - 1913: The Invaders - 1913: Trooper Billy - 1913: A Daughter of the Underworld - 1913: The Man Who Vanished - 1913: Perils of the Sea - 1913: The Plot of India's Hillmen - 1913: The Invisible Foe - 1914: The Masquerader - 1914: The Convict's Story - 1914: Out in the Rain - 1914: The Fatal Clues - 1914: Chasing the Smugglers - 1914: The Award of Justice - 1914: The Wiles of a Siren - 1914: The Secret Formula - 1914: The Detective's Sister - 1914: The Fringe on the Glove - 1914: Mrs. Peyton's Pearls - 1914: The Spitfire - 1914: The Political Boss - 1914: Such a Little Queen - 1914: The Key to Yesterday - 1914: The Man Who Could Not Lose - 1915: The Uncanny Room - 1915: The Last Chapter - 1915: The High Hand - 1915: The Puppet Crown - 1915: The Secret Orchard - 1915: The Case of Becky - 1915: Mr. Grex of Monte Carlo - 1916: The Clarion - 1916: The Shadow of a Doubt - 1916: His Brother's Wife - 1916: Sally in Our Alley - 1916: A Woman's Way - 1916: The Ocean Waif - 1916: Beyond the Wall - 1916: The New South - 1917: The Marriage Market - 1917: On Dangerous Ground - 1917: A Square Deal - 1917: The Social Leper - 1917: The Page Mystery - 1917: The Crimson Dove - 1917: The Price of Pride - 1917: Youth - 1917: The Burglar - 1917: The Good for Nothing - 1918: The Beautiful Mrs. Reynolds - 1918: His Royal Highness - 1918: The Way Out - 1918: Leap to Fame - 1918: Stolen Orders - 1918: The Cabaret - 1918: The Golden Wall - 1918: The Beloved Blackmailer - 1918: By Hook or Crook - 1918: The Road to France - 1918: Hitting the Trail - 1919: Love in a Hurry - 1919: Courage for Two - 1919: Hit or Miss - 1919: Three Green Eyes - 1920: The Third Woman - 1920: The Restless Sex - 1922: Bulldog Drummond - 1923: The Virgin Queen - 1923: The Beloved Vagabond - 1924: Shadow of Egypt - 1924: Les Deux gosses - 1925: She - 1926: Riding for a King - 1926: Monte-Carlo - 1926: Beating the Book - 1927: One of the Best - 1928: The Rolling Road - 1929: The Crooked Billet - 1929: The Wrecker - 1929: Der Hund von Baskerville - 1930: Bedrock - 1930: Beyond the Cities |

### Director
- 1914: Chasing the Smugglers
- 1914: The Man Who Could Not Lose
- 1917: The Good for Nothing
- 1918: His Royal Highness
- 1918: Leap to Fame
- 1930: Bedrock
- 1930: Beyond the Cities

### Productor
- 1927: The Lodger: A Story of the London Fog
- 1927: Blighty
- 1927: One of the Best
- 1928: The Rolling Road
- 1930: Bedrock
- 1930: Beyond the Cities

### Guionista
- 1930: Beyond the Cities